# 1044 Teutonia

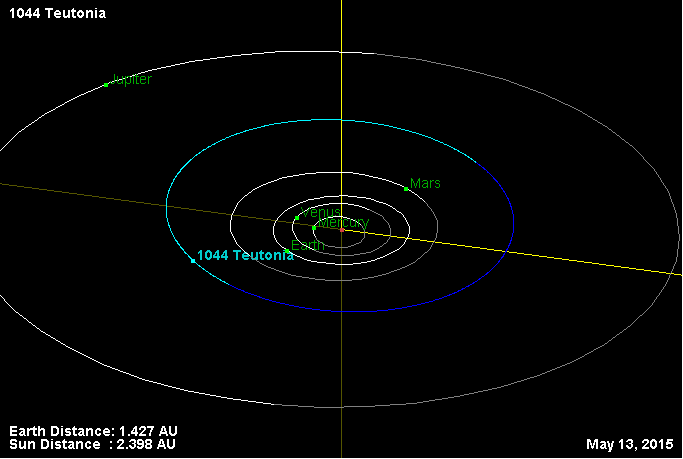
1044 Teutonia

1044 Teutonia là một tiểu hành tinh vành đai chính. Nó được phát hiện bởi Karl Wilhelm Reinmuth ngày 10 tháng 5 năm 1924. Tên ban đầu của nó là 1924 RO. Nó được đặt theo tên Teutonic people.

## Đặc điểm
Những bức ảnh của năm 2007 đã được sử dụng để vẽ đường cong ánh sáng, nhờ đó người ta xác định chu kỳ giao hội của tiểu hành tinh này là 2.84 ± 0.04. Tuy nhiên, một nghiên cứu của năm 2006 lại chỉ ra kết quả là 3.153 ± 0.003. Độ sáng của tiểu hành tinh này là 0.20 ± 0.03.